# Pietro Capaldo
Pietro Capaldo (Bisaccia, 27 aprile 1845 – Napoli, 4 dicembre 1925) è stato un politico italiano.

## Biografia
Nato nel XIX secolo nel palazzo Capaldo a Bisaccia, comune dell'allora provincia di Principato Ultra nel regno delle Due Sicilie, all'inizio del XX secolo ricoprì cariche importanti come quella di Presidente della Corte di cassazione e, dal 1908 al 1912, quella di Senatore del regno d'Italia nella XXIII legislatura. Fratello di Luigi Capaldo, già deputato del regno d'Italia.
Fu anche Procuratore generale (1907) e magistrato integerrimo. Nel palazzo dove nacque una lapide sulla facciata lo ricorda.